# Alex Black
Alex Black, all'anagrafe Alexander Anthony Black (Redwood City, 20 aprile 1989), è un attore statunitense famoso per aver interpretato il ruolo di Seth Powers nella serie televisiva Ned - Scuola di sopravvivenza.

## Filmografia
- The David Cassidy Story (2000) Film TV
- Unsolved Mysteries, nell'episodio "Ghost Boy" (2001)
- Bubble Boy (2001)
- Streghe (Charmed) - serie televisiva, nell'episodio "L'incendiario" (2002)
- Desert Saints (2002)
- Spider-Man (Spider-Man) (2002)
- Off Centre (Off Centre), nell'episodio "Cockfight" (2002)
- The Gentleman Don La Mancha (2004)
- 30 anni in 1 secondo (13 Going on 30) (2004)
- CSI: Miami (CSI: Miami), nell'episodio "Notte infernale" (2004)
- Huff (Huff), negli episodi "La festa dell'arcobaleno" (2004) e "Nervi a fior di pelle" (2004)
- E.R. - Medici in prima linea (ER), nell'episodio "Il ritorno di Ruby" (2005)
- Dogg's Hamlet, Cahoot's Macbeth (2005)
- Ned - Scuola di sopravvivenza (Ned's Declassified School Survival Guide) (2004-2007) Serie TV
- Generazioni a confronto (Generation Gap) (2008) Film TV